# عرب السمنية
عرب السمنية أو خربة الصّوانة، كانت قرية فلسطينية تقع 19,5 كلم شمال مدينة عكا، تنتصب على تل صخري قرب الطريق الذي يربط رأس الناقورة بصفد وكانت منازلها مبنية بالحجارة وتربطها طريق ترابية بالطريق العام الساحلي ومن ثم بعكا وكان سكانها يزرعون الحبوب والتين والزيتون. في عام 1945 كان عدد سكان القرية يبلغ 200 نسمة كلهم من العرب، وكانت مساحة أراضيها الكلية تبلغ 1,872 دونما.
من المرجح أن تكون القرية سقطت عند انتهاء عملية حيرام في 30-31 أكتوبر/تشرين الأول 1948 إذ شنت القوات الإسرائيلية هجومها الشامل مستخدمة وحدات مستمدة من أربع ألوية (شيفع، وكرملي، وغولاني، وعوديد) وفي غضون ثلالة أيام تم احتلال الجليل الأعلى بأكمله وفي بعض القرى - التي تم الاستيلاء عليها خلال العملية - جرى إخلاء سكانها فورا وفي بعضها الآخر طرد السكان في الأسابيع اللاحقة بحجة تطهير الحدود.
أقيمت مستعمرة يعرا سنة 1950 على أراضي القرية، التي لم يبقَ منها سوى حطام المنازل الحجرية والحيطان المتداعية وبعض سقوف الأبنية.

## روابط خارجية
- عرب السمنية ترحب بكم